# Carex cyprica
Carex cyprica är en halvgräsart som beskrevs av A.M.Molina, Acedo och Felix Llamas. Carex cyprica ingår i släktet starrar, och familjen halvgräs.
Artens utbredningsområde är Cypern. Inga underarter finns listade i Catalogue of Life.